# Marie Myriam
 (mai 2016).
Si vous disposez d'ouvrages ou d'articles de référence ou si vous connaissez des sites web de qualité traitant du thème abordé ici, merci de compléter l'article en donnant les références utiles à sa vérifiabilité et en les liant à la section « Notes et références ».
Myriam Lopes Elmosnino, dite Marie Myriam, née le 8 mai 1957 à Luluabourg au Congo belge (aujourd'hui République démocratique du Congo), est une chanteuse franco-portugaise.
Elle est notamment célèbre pour être la gagnante du Concours Eurovision de la chanson 1977 avec la chanson L'Oiseau et l'Enfant.

## Biographie

### Enfance
Myriam Lopes naît en 1957 et passe une partie de son enfance au Congo belge (actuelle République démocratique du Congo) dans une famille portugaise,.
En 1963, à six ans, elle arrive à Paris avec ses parents et sa petite sœur. Ils vivent alors dans un hôtel vétuste au numéro 6 de la rue Planchat du XXe arrondissement de Paris. Ses parents décident de le transformer en restaurant qu'ils nomment Le Ribatejo. Chaque soir, des chanteurs de fado s'y produisent. Parmi les clients, figure un jour l'auteur-compositeur Jean-Paul Cara qui découvre le potentiel de Myriam qui rêve d'être chanteuse. Il lui présente un auteur et Myriam Lopes prend pour nom de scène Marie Myriam.

### Débuts dans la chanson
Marie Myriam commence sa carrière de chanteuse en 1976 avec la chanson Ma colombe écrite par Bob Dupac et composée par Jean-Paul Cara. Le titre connaît un succès moyen en France et au Québec. Son disque sort en septembre 1976, et contient cette chanson ainsi que Rêves d'ailleurs (également titre du disque) composée par Cara. Les arrangements sont de l'auteur-compositeur et chef d'orchestre Tony Rallo (notamment compositeur de la chanson Un, deux, trois, interprétée par Catherine Ferry, classée 2e à l'Eurovision 1976).

### Concours Eurovision de la chanson 1977

#### Sélection française
En février 1977, à 19 ans, Marie Myriam fait partie des quatorze candidats sélectionnés pour le Concours de la chanson française pour l'Eurovision 1977 se déroulant au studios des Buttes-Chaumont à Paris et retransmis sur TF1. Les deux demi-finales et la finale sont présentées par Évelyne Leclercq, Yves Lecoq et Patrick Sébastien (elle se fiancera avec ce dernier en 1978).
Le 27 février 1977, elle participe avec six autres artistes à la deuxième demi-finale et y interprète la chanson L'Oiseau et l'Enfant écrite par Joe Gracy et composée par Jean-Paul Cara. À la suite du télévote des téléspectateurs, elle arrive en tête et est qualifiée pour la finale avec deux autres candidates, Monique Pianéa et son titre Je suis comme elle et Corinne Colbert avec la chanson La Poupée.
Le 6 mars 1977, lors de la finale, les six candidats sélectionnés lors des deux demi-finales réinterprètent leur chanson. Grâce aux votes des téléspectateurs par téléphone, elle est choisie comme représentante de la France au Concours Eurovision 1977 devant Corinne Colbert, Delfine avec la chanson Du côté de l'enfance, Colin Verdier qui a interprété La Vie tu sais, Pierre Charby avec le titre Chacun sa chanson d'amour et Monique Pianéa.
Alors qu'aucune maison de disque ne veut produire le titre, Polydor acquiert les droits de la chanson et le 45 tours sort le 4 avril 1977[réf. nécessaire].

#### Finale
Le 7 mai 1977, lors du 22e Concours Eurovision de la chanson se déroulant au Wembley Conference Center de Londres, Marie Myriam représente donc la France, à la veille de ses vingt ans.
Lors des répétitions à Londres, elle n'est pas contente de sa voix et, dès lors, elle s'écroule dans les classements des bookmakers.
Peu avant son passage, les choristes féminines doivent changer leurs robes trop transparentes. Elle passe sur la scène en dix-huitième et dernière position, accompagnée par cinq choristes, dont Martine Latorre et Francine Chantereau (du groupe Les Fléchettes), et sous la direction du chef d'orchestre Raymond Donnez. Elle chante les deux premières phrases a cappella.
Au terme du vote final des pays, elle remporte le concours avec 136 points (dont trois « douze points » attribués par la Finlande, l'Allemagne et la Suisse), devançant le Royaume-Uni, l'Irlande et Monaco représenté par Michèle Torr avec la chanson Une petite Française. Marie Myriam offre ainsi à la France avec L'Oiseau et l'Enfant sa cinquième victoire dans le Concours Eurovision de la chanson.
Alors qu'elle doit regagner la scène pour recevoir son prix et réinterpréter sa chanson, un cadreur de la BBC qui la filme chute sur le tapis. Marie, en pleurs et qui se fait attendre, l'aide à se relever tandis que la présentatrice Angela Rippon fait tout pour meubler l'antenne. Marie Myriam reçoit la médaille du grand prix des mains de sir Charles Curran, président de l'UER et directeur de la BBC. Elle confiera après qu'elle était tellement nerveuse, pour sa prestation lors de la finale, qu'elle ne put empêcher ses mains de trembler. En 2017, elle déclare : « J'allais en bus à Wembley, je suis rentrée en Rolls. »

### Carrière
Elle enregistrera la chanson L'Oiseau et l'Enfant en anglais, allemand, italien, espagnol et portugais. Elle se classera 17e aux Pays-Bas, 19e en Allemagne, et 42e dans les charts au Royaume-Uni en juin 1977.
Au début de sa carrière, dans les années 1980, Marie Myriam chante beaucoup de chansons pour la jeunesse, comme celles des dessins animés tels que Le Merveilleux Voyage de Nils Holgersson au pays des oies sauvages ou encore le générique d'une émission pour la jeunesse sur TF1 diffusée chaque année pendant les fêtes de Noël : Les Visiteurs de Noël.
Elle représente la France au Yamaha Music Festival, en 1981, avec la chanson Sentimentale où elle se classe neuvième.
Le 20 mars 1983, sur Antenne 2, elle présente en direct du Théâtre de l'Empire à Paris, avec Jean-Pierre Foucault, la sélection nationale française pour le Concours Eurovision de la chanson.
Elle se classe dans le Top 50 avec les chansons Tout est pardonné (no 6 en 1987) dont le clip est réalisé par Gérard Pullicino avec l'animateur vedette des années 1980 du loto, Jean-Marc Laurent dans le rôle de l'amant. Puis, Dis-moi les silences (no 43 en 1988). Après avoir réenregistré L'Oiseau et l'Enfant en 1988, elle rejoint l'année suivante Charles Aznavour et d'autres chanteurs en étant solidaire pour les Arméniens qui ont souffert d'un tremblement de terre, en interprétant avec le collectif Pour toi Arménie.
Marie Myriam quitte pendant quelque temps le milieu artistique pour se consacrer à sa famille et s'occuper du restaurant créé par ses parents (après l'avoir repris en 2002 et  rebaptisé L'Auberge de Marie, elle le cédera en 2008).
Elle revient sur le devant de la scène vers 1995 pour le lancement de deux compilations : Atouts et Charme, ainsi que deux nouveaux titres.
Marie Myriam a été membre du jury français lors de plusieurs éditions du Concours Eurovision de la chanson. Elle a été également en 1997 (en duo avec Frédéric Ferrer) puis seule en 1998, 1999, 2000, 2002, et 2005, la porte-parole de la France lors du concours Eurovision, annonçant depuis Paris les points attribués par le jury français lors du vote final du concours. Elle est régulièrement invitée en tant qu'artiste ou comme jurée lors d'émissions consacrées à l'Eurovision.
Le 22 octobre 2005, elle participe à l'émission Congratulations : cinquante ans du Concours Eurovision de la chanson à Copenhague au Danemark, retransmise sur de nombreuses chaînes dans le monde dont  TMC. Elle y interprète L'Amour est bleu de Vicky (classée quatrième pour le Luxembourg à l'Eurovision 1967). Elle annonce en anglais le passage de Sertab Erener, la gagnante turque du Concours Eurovision 2003 avec la chanson Everyway That I Can. La même année, elle signe la préface de la version française du livre The Eurovision Song Contest : le livre des 50 ans de John Kennedy O'Connor.
En 2007 et 2008, elle participe à la saison 2 de la tournée Âge tendre et Têtes de bois. En 2007, elle est actrice et chanteuse dans le film musical King Size, réalisé par Patrick Maurin, sur un scénario et des chansons de Stéphane Botti et de Christophe Botti. Elle y interprète Le Blues de la Maman et De l'amour à revendre.
En 2008, elle enregistre un album de treize standards de chants de Noël Tous les anges chantent, accompagnée notamment par l'orchestre symphonique de Budapest (soixante musiciens) dirigé par Guy Mattéoni.
En 2012, elle participe au single caritatif Je reprends ma route en faveur de l'association Les Voix de l'enfant.
En 2017, pour ses quarante ans de carrière, Marie Myriam sort une double compilation de ses plus grands succès. Elle publie le livre La Fille du Ribatejo dans lequel elle évoque son enfance, l'Eurovision et sa famille. À ce titre, elle déclare « Mon livre, c'est un au revoir et un merci à mon public ».

### Famille
En mars 1978, Marie Myriam se fiance avec l'imitateur Patrick Sébastien, qu'elle a rencontré lors d'une tournée avec le chanteur Dave, fiançailles non suivies de mariage.
Elle épouse Michel Elmosnino, directeur artistique chez Polydor rencontré un an après sa victoire à l'Eurovision. Le couple a une fille, Laureen, née en 1982, et un fils, Richard, né en 1990. En 2005, Laureen se présente au casting de la saison 3 du télé-crochet Nouvelle Star  sur M6 mais n'est pas retenue par le jury au terme de son audition. Elle a été animatrice dans un parc d’attractions et est depuis 2012 la speakerine officielle du LOSC Lille. Richard est assistant-réalisateur et photographe. Michel Elmosnino meurt en décembre 2013, après trente-quatre ans de vie commune avec Marie.

## Discographie

### 45 Tours et singles
- 1976 : Ma Colombe (single paru en France et au Québec)
- 1977 : L'Oiseau et l'Enfant
- 1978 : Allume une chanson / La Leçon de Prévert
- 1979 : Un homme libre
- 1979 : Toujours partir
- 1979 : Le Cœur somnambule
- 1979 : Les Visiteurs de Noël (générique)
- 1979 : Chansons pour Casimir
- 1980 : Los Olvidados
- 1981 : J'aime quand tu es jaloux
- 1982 : Le Merveilleux Voyage de Nils Holgersson au pays des oies sauvages (générique-single)
- 1982 : Sentimentale
- 1985 : La Plus Belle Chanson d'amour (I'll Find my Way Home de Jon Anderson et Vangelis)
- 1985 : Vivre
- 1985 : Nostalgia
- 1987 : Tout est pardonné
- 1988 : Dis-moi les silences
- 1988 : En plein cœur
- 1989 : Pour toi Arménie
- 1989 : La Solitude des rois
- 1992 : Petit Homme

### Albums
- 1977 : L'Oiseau et l'Enfant (Polydor - 33T - 2473 081)
- 1979 : Le Cœur somnambule (33T Polydor 2393 243)
- 1985 :  Calin Caline
- 1988 : En plein cœur
- 1991 : Album VII (CD paru au Québec seulement)
- 2007 : Encore (compilation avec de nouveaux titres)
- 2008 : Tous les anges chantent (album de Noël)

### Compilations
- 1992 : Tout simplement (compilation)
- 1994 : 14 plus grands succès (compilation)
- 1995 : Atouts - Ses plus beaux inédits (compilation)
- 1996 : Charme (compilation avec 4 inédits)
- 2012 :  Best of Référence 80
- 2017 : 40 ans de carrière (40 titres)
- 2022 : Anthologie 1977-1983 (48 titres)

### Reprise
En 2016, les Kids United ont repris la chanson L'Oiseau et l'Enfant sur leur album Tout le bonheur du monde.

## Publications
- 2005 : The Eurovision Song Contest : le livre officiel des 50 ans de John Kennedy O'Connor, préface de Marie Myriam.
- 2017 : La fille du Ribatejo de Marie Myriam, avec Serge Poézévara, Éditions l'Archipel.